# Великий голод в Греции
Великий голод в Греции (1941—1942) (греч. Μεγάλος Λιμός) в годы оккупации Греции странами «оси», был, в основном, результатом произвола завоевателей в отношении этой страны. Большинство жертв, число которых достигло 300 тысяч человек, было отмечено в больших городах страны. Наибольшее число жертв отмечено в первую, самую смертоносную, зиму оккупации (1941—1942).
В годы Второй мировой войны силы Оси приступили к систематическому ограблению оккупированных стран, рассматривая их как источник сырья, продовольствия и рабочей силы.
Греция подверглась особенно интенсивному разорению оккупантами, в результате чего страна пережила самый страшный голод с древнейших времён.

## Первые дни оккупации
После оккупации Греции в апреле 1941 года нацистская административная система поставила себе в качестве основной цели создание элементарной государственной машины в Греции и существование многих полюсов власти. Первое оккупационное правительство было сформировано генералом Цолакоглу через несколько дней после того, как он в ходе Греческой операции и в нарушение приказа подписал капитуляцию сражавшейся в Албании против итальянцев греческой армии.
Греция была разделена на три зоны оккупации. Немцы ограничились оккупацией регионов стратегического значения: анклавы в Аттике, Центральная Македония и македонская столица, город Фессалоники, некоторые острова Эгейского моря, бо́льшая часть Крита и правобережье реки Эврос.
Итальянцы заняли бо́льшую часть континентальной Греции, в то время как болгары оккупировали Восточную Македонию и Фракию.

## Положение греков при Новом порядке нацистской Германии
Между тем популистские и «спасительные для нации» заявления нацистского режима были немедленно подорваны введением тройной оккупации с последовавшим занятием греческих территорий итальянской и болгарской армиями. Вскоре будут забыты и ничего не стоящие филэллинские заявления первых дней, которые затем обратились в обвинения против бежавшего в Египет греческого правительства как «слуги» британских интересов.
Ложный филэллинизм и признание нацистским руководством современных греков как славных потомков Древней Греции, вновь проявивших воинскую доблесть в греко-итальянской войне и в обороне Линии Метаксаса, были вскоре заменены теориями Фальмерайера о том, что греки в расовом плане подверглись славянской эрозии и, следовательно, не имели места в «высших» расовых классах.

## Непосредственные общественные последствия оккупации
Коллаборационистское правительство Цолакоглу не могло ограничить действия оккупационных администраций, гиперинфляцию и неконтролируемые конфискации.
Чрезвычайно большие суммы, которые Греция была «должна» оккупантам, были самыми значительными в Европе в расчёте на душу населения и достигали 113,7 % национального дохода страны. Одновременно налёт на валютные запасы банков нанёс смертельный удар финансам страны.

## Причины голода

### Конфискации и принудительное «сотрудничество» с нацистской Германией
Уже с середины мая 1941 года должностные лица Управления военной экономики Вермахта конфисковали все располагаемые страной жизненно важные продовольственные и промышленные товары для отправки в Германию. Они также обеспечили долгосрочные поставки для всех основных видов сырья и сельскохозяйственных продуктов.
В нарушение правил о конфискациях в оккупированной стране согласно положениям Гаагской конвенции 1907 года оккупационные власти рассматривали большинство продуктов и товаров как военные трофеи.
Для выкупа (практически конфискации) продовольствия был использован также насильственный заём, подписанный Банком Германии и Банком Греции.
Заём не погашен германской стороной по сегодняшний день.
Предприятия, которые не соглашались сотрудничать с оккупационными властями, конфисковывались, и их оборудование отправлялось в Третий Рейх. В целом, защита финансовых структур оккупированных стран и сохранение минимальных запасов продовольствия и сырья для выживания населения не были среди приоритетов Германии.
Приоритетом была поддержка военной машины и победа нацистской Германии во Второй мировой войне, что не было совместимо с гуманитарными потребностями. В этих рамках конфискованные государственные и частные запасы направлялись для содержания немецкой армии и немецкого населения нацистской Германии. Характерно заявление Геринга:

Мне безразлично, когда мне говорят, что люди в зоне вашей ответственности умирают от голода. Оставьте их умирать, если таким образом не умирает от голода ни один немец.

### Разрушение транспорта и инфраструктуры
Кроме этого и в связи с пережитыми страной и продолжающимися военными действиями, инфраструктура страны была разрушена: мосты, железнодорожная сеть, порты и даже ирригационная сеть. С другой стороны, оккупанты превратили Грецию в базу снабжения войск Роммеля, находившихся тогда в Северной Африке.
Полное безразличие и угнетение гражданского населения оккупационными властями принимали разнообразные формы: к примеру, транспортировка продовольствия из одного региона в другой была невозможной, в результате чего оливковое масло с Крита и Лесбоса почти никогда не достигало Афин.
Плодородные регионы Восточной Македонии и Фракии, которые до войны поставляли большую часть продовольствия в стране, находились под болгарской оккупацией. Болгарские оккупационные власти не имели никакого желания направлять эту продукцию в другие регионы Греции, а вывозили её в Болгарию. В довершение к этому в результате болгарского террора и зверств наблюдался беспрецедентный исход греческого населения из болгарской зоны оккупации в немецкую, который греческий писатель Илиас Венезис отразил в своей ставшей классической книге «Исход» (греч. Έξοδος). До конца 1941 года из региона бежали более 100 тысяч греков и одновременно проводилось его заселение болгарами.
В сентябре 1941 года, когда уже вырисовывались первые признаки голода, правительство нацистской Германии заявляло:

… более экстренной является поддержка продовольствием Бельгии и, может быть, Голландии и Норвегии, в свете наших военных усилий, нежели поддержка Греции.

### Союзная блокада
Помимо бесчеловечности оккупационных властей часть ответственности за гуманитарную катастрофу в Греции лежит на английском правительстве, установившем морскую блокаду страны. Это решение лишило Грецию снабжения основными продуктами питания. Кроме этого, ситуация усугубилась, особенно в холодную первую зиму оккупации 1941—1942.

## Гуманитарная катастрофа
Голод поразил в основном большие города страны: Афины, Пирей, Фессалоники, а также острова, в особенности Сирос и Хиос. Низшие классы были наиболее уязвимыми: в списках умерших большую часть составляли безработные, пенсионеры и государственные служащие.
Жители свыклись с каждодневными картинами смерти на улицах. В своих мемуарах шведский дипломат и член Красного Креста в Греции с 1942 года, Поль Мон так описывает греческую столицу:

Город представляет собой отчаянное зрелище. Голодные мужчины, со впавшими щеками, с трудом передвигаются по улицам. Дети, с пепельными лицами и тонкими, как у пауков, ногами, сражаются с собаками у куч мусора. Когда осенью 1941 года начались холода, люди падали на улицах от истощения. В зимние месяцы этого года я каждое утро спотыкался о трупы. В разных кварталах Афин были организованы временные хранилища умерших. Грузовики мэрии совершали каждый день свой круг, чтобы собрать умерших. На кладбищах их сваливали одного на другого. Почитание покойных, так глубоко укоренившееся у греков, притупилось.

Даже согласно консервативным данным оккупационных властей, наблюдается взрыв смертности в зиму 1941—1942: среднее число смертей в ноябре 1941 года выросло по отношению к тому же периоду 1931—1940 годов в четыре раза, в то время как это же число в период январь-март выросло в шесть раз. Разумеется, масштабы гуманитарной катастрофы были ещё более драматическими, поскольку информация о большом числе умерших не доводилась до сведения оккупационных властей. Многие смерти скрывались родственниками намеренно, дабы использовать купоны общественного питания.
Следуя инстинкту выживания население изобретало необычные методы питания. Так, синонимами оккупационного голода стали кукурузный хлеб и мука из всевозможных косточек. Наблюдалось приготовление пищи из ежей, мулов и черепах.
Счастливыми могли считать себя те, кто проживал в регионах, где продолжалась производственная, сельскохозяйственная и скотоводческая деятельность, в той мере, что позволяли условия оккупации. Так, в Фессалии и Эпире увеличения смертности от голода не наблюдалось, пока не начались массовые карательные операции против греческих партизан и сожжение деревень в 1943 году.

## Снятие английской блокады
Гуманитарную помощь первоначально доставлял только пароход «Куртулуш» под нейтральным турецким флагом. В действительности эта помощь оказывалась «Греко-американской инициативой» и «Греческим союзом Константинополя» и носила скорее символический, нежели существенный характер. Пароход выполнил при посредничестве Международного Красного креста всего лишь 5 рейсов. Затем была достигнута договорённость между воюющими сторонами, и был образован шведско-швейцарский комитет, который начал раздавать продовольствие в Греции. Грузы с продовольствием Красного Креста начали поступать с осени 1942 года.

## Нацистская программа спасения, во избежание банкротства греческой экономики
Возможное банкротство Греции, которое становилось всё более вероятным, могло оказать негативное влияние на административно-экономический механизм нацистской Германии и на безопасность немецких войск в Греции. Исходя из этих соображений, а вовсе не по причине вопроса выживания греческого населения Гитлер лично назначил своим полномочным комиссаром по экономическим вопросам в Греции бывшего мэра Вены Германа Нойбахера (Hermann Neubacher).
Нойбахер, вместе со своим итальянским коллегой Д΄Агостино, сумел восстановить основные составляющие экономики, что в действительности удалось достигнуть благодаря гуманитарной помощи, которую предоставило Международное движение Красного Креста и Красного Полумесяца.
Нойбахер, для достижения этой цели и верный духу полного присвоения местных ресурсов и грабежа жителей страны, не преминул продать около одного миллиона золотых фунтов стерлингов через Банк Греции. Эта сумма была получена оккупантами в результате ограбления еврейской общины Фессалоники.
Следующее правительство квислингов К. Логотетопулоса (1942), действовало в тех же рамках, не смягчая последствия крайней нищеты, несмотря на то, что экономика понемногу восстанавливалась. Падение этого правительства было ускорено массовыми демонстрациями и забастовками в Афинах в начале 1943 года, по причине распространившейся информации о том, что нацистский режим готовит насильственный вывоз греческих рабочих на заводы в Германию.

## Влияние на послевоенное общество и культуру
В силу экстремальных условий, с которыми столкнулось греческое гражданское население, даже сегодня в разговорном языке термин Оккупация является синонимом голода и нищеты.
Великий голод повлиял на послевоенное искусство и литературу. Одним из характерных произведений были «Житие и деяние Алексиса Зорбаса» Никоса Казандзакиса, описывающий обстановку анархии и недоедания той эпохи.
Это событие так глубоко запечатлелось в греческом общественном сознании, что мысль о том, что указание греческому правительству о мерах жёсткой экономии, по причине сегодняшнего финансового кризиса в Греции, исходит от германского канцлера, вызывает однозначно негативную реакцию.
Часть граждан Греции и сейчас глубоко убеждена, что Германия обязана выплатить Греции огромные репарации за грабительскую политику её оккупационных войск, привёдшую к голоду и резне гражданского населения, в результате чего умерли и погибли сотни тысяч греческих граждан.
Отметим, что две другие бывшие оккупационные силы, Италия и Болгария, уже давно выплатили причитающиеся с них репарации.
Немецкий журнал Der Spiegel в апреле 2013 года перепечатал выдержки из секретного доклада в 80 страниц, составленного по поручению министерства финансов Греции, согласно которому Германия обязана выплатить Греции компенсацию в 108 млрд евро за причинённые стране разрушения и 54 млрд в счёт погашения насильственного оккупационного займа. Этот заём, использованный для выкупа продовольствия и сырья в оккупированной стране, в значительной степени был причиной Великого голода и смерти 300 тысяч человек.
Сумма немецкого долга в 162 млрд евро представляет 80 % от валового национального продукта Греции и может погасить бо́льшую часть внешнего долга Греции. Германия отказывается выплачивать новые репарации кому-либо, подчёркивая, что их вопрос был окончательно закрыт договором «два плюс четыре», так как Греция получила свою долю репараций, в виде товаров, согласно решению Парижской конференции в 1945 году, а договор «2+4» не предусматривает каких-либо дополнительных выплат. Также в 1960 году ФРГ уже выплатила Греции 115 млн марок в качестве компенсации за оккупацию.
Значительная часть греческого населения требует от своего правительства проявить бо́льшую активность в этом вопросе. Греческое правительство ведёт себя осторожно по отношению к правительству первой экономики Европы, выступающего сегодня в роли не должника, а кредитора.
В своих последних заявлениях в октябре 2017 года президент Греции П. Павлопулос заявил, что Греция не отступит от своих прав в вопросе получения германских репараций и возвращения насильственного займа.